# Abbey Wood
Pour les articles homonymes, voir Abbey.
 (octobre 2016).
Si vous disposez d'ouvrages ou d'articles de référence ou si vous connaissez des sites web de qualité traitant du thème abordé ici, merci de compléter l'article en donnant les références utiles à sa vérifiabilité et en les liant à la section « Notes et références ».
Abbey Wood est un quartier du sud-est de Londres dans les borough de Greenwich et Bexley. Entre Plumstead à l'ouest et Erith à l'est, Abbey Wood doit son nom à la proximité de deux lieux Lesnes Abbey et Bostall Wood.

## Histoire
Le Abbey Wood du XIXe siècle (appelé communément The Village) est la zone juste au sud de la gare de Abbey Wood, construite là où Knee Hill devint Harrow Manorway et croise le chemin de fer (la ligne du nord du Kent). Maintenant c'est presque le point de convergence de trois phases d'urbanisations.

## Personnalité
- Frank Craig (1874-1918), peintre et illustrateur, y est né.